# Rhodacanthis
Rhodacanthis es un género extinto de aves paseriformes de la familia de los fringílidos, que incluye a dos especies. 
Se las podía encontrar en las islas de Hawái. Fueron descritos en 1892 por el zoólogo británico Lionel Walter Rothschild en el "Annals and Magazine of Natural History".
Ambas especies se extinguieron poco después de su descripción, así que ya eran muy raras en el momento de su descubrimiento.

## Especies
- Rhodacanthis flaviceps Rothschild, 1892 †
- Rhodacanthis palmeri Rothschild, 1892 †